# Testem benevolentiae nostrae
Testem benevolentiae nostrae — название апостольского письма (энциклики) папы Льва XIII, адресованное «нашему дорогому сыну, кардиналу, священнослужителю, проповедующему вдали от Тибра, архиепископу Балтимора Джеймсу Гиббонсу». Оно было обнародовано 22 января 1899 г. Речь в нём идёт о ереси, иногда называемой американизмом, и письмо призывает Гиббонса принять меры, чтобы церковь в Соединённых Штатах не позволяла подрывать христианские доктрины при распространении влияния гражданских свобод в обществе.

## Причины письма
Название Testem benevolentiae nostrae буквально означает «свидетельство нашей доброй воли». В нём папа Лев XIII высказывает критику относительно того, что он слышал о католической культуре в Соединённых Штатах. Эти слухи возникли в связи с откликами на французский перевод биографии священнослужителя Исаака Томаса Хеккера.
Перевод биографии достиг Франции через одиннадцать лет после смерти Отца Хеккера. Хеккер всегда был в хороших отношениях с католицизмом, начиная от своего обращения в католицизм в зрелом возрасте и до самой смерти, так что споры вращаются только вокруг книги. В письме папа оспаривает мнения, высказанные переводчиком книги. Этот переводчик высказывает либеральные индивидуалистские взгляды, рассматриваемые церковью как противоречащие вере.

## Суть

### Неприятие американского партикуляризма и экуменизма
Testem benevolentiae nostrae рассматривает американский партикуляризм и свободу личности. В письме выражается озабоченность о том, что в Движении американских католиков утверждается мнение, что их ситуация представляет собой особый случай, и им нужно больше самостоятельности, чтобы ассимилировать в протестантскую массу, которая составляет большинство населения. Письмо отклоняет эту идею. Оно утверждает, что Католическая церковь Соединённых Штатов будет по-прежнему представлять Ватикан на пути католической церкви в другие страны. Это означает, что американские католики должны избегать полной ассимиляции или экуменической прелюдии к протестантизму.
Католицизм учит, что протестантизм является ересью и даже вредным новым религиозным движением. Его влияние не следует переоценивать, хотя бы потому, что, как отмечала церковь при папе Льве, отдельные протестанты являются вполне невинными людьми, введёнными в «непреодолимое заблуждение невежества». Протестантская религия сама по себе не является учением и не может расцениваться как равная с католицизмом. В письме выражается уверенность в том, что католицизм сможет приспособиться к тем нормам американской жизни, которые не противоречат доктринальному или моральному учению римско-католической церкви.

### Негативный взгляд на свободу личности
Что касается свободы личности, то в письме высказано опасение, что американистские идеи индивидуализма являются враждебными католической вере. В нём также выражается опасение, что католики в Америке будут доверять своей личной совести больше, чем католической церкви. Это и другие утверждения в письме, на самом деле, имеют больше общего с католиками во Франции, чем в США. Франция, в конце концов, стала родоначальником сдвига к радикализму. Таким образом, во многом письмо явилось предупреждением скорее для Франции, потому что французский республиканизм становилась всё более либеральным или секуляристским. В письме также отмечено, что американисты имеют неправильное мнение о папской непогрешимости, что привело их к презрению ко всему, что никак не охватывается декларированием непогрешимости. Наконец, в нём выражено опасение того, что американцы ценят свою свободу и индивидуализм настолько, что они отвергают идею монастырей и духовенства. Опять же, это относится больше к антиклерикализму во Франции того времени, поскольку несогласие с идеей монастырей было очевидно редким среди католиков XIX века в Соединённых Штатах.
Более спорным является то, что документ чётко отказал католикам в свободе печати. В это время Ватикан ещё имел индекс запрещённых книг. Защитники документа считают, что осуждение свободы прессы было вполне понятно в эпоху расширения клеветы, оскорблений и подстрекательств насилия в газетах. Газетные статьи о монастырях уже полыхали анти-католическим неистовством. Против Испано-американской войны выступали многие католики, и в газетах Херста они часто подвергались проклятиям, а произошла она всего за год до письма. Противники Testem benevolentiae nostrae считают, что в нём отражается продолжающаяся оппозиция Ватикана к демократии и прогрессу.
Тем не менее, обе стороны, как правило, соглашаются в том, что Лев XIII писал в менее обвинительной или, по крайней мере, в более тактичной форме, чем большинство его непосредственных предшественников. Критики считают, что это произошло просто потому, что его непосредственными предшественниками были откровенные реакционеры, как, например, папа Пий IX. Сторонники ссылаются на тот факт, что в своей энциклике на ересь американизма — «Longinqua», папа говорил о любви к Америке больше, чем о её осуждении.

## Наследие и влияние
НаследиеTestem benevolentiae nostrae весьма спорно. Среди католиков-традиционалистов сегодня остаётся широкая поддержка заявлений против экуменизма и либерализма. В более либеральных кругах, однако, учёные утверждают, что письмо в значительной степени уничтожило католическую духовную жизнь в США в первой половине двадцатого века. Тем не менее, многие считают, что важность письма сильно преувеличена. Следует, однако, подчеркнуть непростые отношения между Святым Престолом и Соединёнными Штатами, страной, которая не имела в полной мере дипломатических отношений с Ватиканом до президентства Рональда Рейгана в 1980-х годах.